# IVC Telecom
IVC Telecom est une entreprise canadienne de télécommunications avec le siège social basé à Montréal, Canada.

## Historique
IVC Telecom, aussi connue sous le nom d’IVC Communications Inc., a été fondée en 2016 au Québec.
La compagnie a officiellement lancé ses services en 2019, dans la région du Québec pour étendre ses services progressivement en Ontario, Colombie-Britannique, Alberta, Manitoba et au Saskatchewan.
En 2019, IVC Telecom a obtenu une licence d'exploitation de service de télécommunication internationale de base (STIB).
IVC a rejoint le CPRST en février 2020.

## Services
IVC Telecom propose un vaste choix de forfaits internet haute vitesse avec une capacité illimitée en utilisant la technologie Câble.
Le fournisseur utilise principalement le réseau de Vidéotron, Cogeco, Bell, Rogers pour connecter ses abonnés en offrant des tarifs et des forfaits différents.
IVC est également sur le point de lancer les appels Wi-Fi et la téléphonie résidentielle.